# 3 (teleselskab)
 For alternative betydninger, se 3 (flertydig). (Se også artikler, som begynder med 3)
Hi3G Denmark ApS, almindeligvis kendt som 3 Danmark (Three Danmark), i Danmark er et dansk teleselskab, som ejes af CK Hutchison Holdings (60%), og svenske Investor AB (40%). CK Hutchison Holdings er et af Hong Kongs største selskaber, og Investor AB er Sveriges største børsnoterede investeringsselskab.

## 3 i Danmark - historie
3 gik i luften den 13. oktober 2003. Markedet var allerede på det tidspunkt præget af en række spillere, store som små, og fælles for dem var, at de havde fokus på 2G-mobiltelefoni. 3 begyndte som det første mobilselskab i Danmark at udrulle et 3G-net og lancerede med dette i 2003. I 2005 kunne 3 tilbyde kunderne internet via mobilen levende indholdstjenester som bl.a. musik og tv. I 2013 tilbød 3 som de første på det danske telemarked et abonnement med Fri Tale, og i 2015 introducerede 3 de danske mobilkunder for roamingfri telefoni i lang række lande i og uden for Europa.
3 beskæftiger i dag omkring 700 medarbejdere og har hovedkontor på Scandiagade i København og har 31 butikker landet over.

## 3's produkter
3 tilbyder mobiltelefoni og mobilt bredbånd på sit eget 3G og 4G-netværk.
3's mobilnetværk består pr. januar 2016 af ca. 2.000 unikke mastepositioner. Demografisk dækker 3's netværk 90% af befolkningen med 4G mobil bredbåndt, og 98% af befolkningen med 3G mobilt bredbånd. Geografisk dækker 3's netværk 80% af Danmark med 4G mobilt bredbånd og 95% af landet med 3G mobilt bredbånd. [kilde mangler]

## Kritik
Selskabet er flere gange blevet kritiseret i medierne, bl.a. i 2015 kom selskabet ud i en så kaldt shitstorm, da Luxembourg-lækagen afslørede at selskabet ikke betalte skat i Danmark. Dog kom det efterfølgende frem, at den manglende skattebetaling skyldtes at selskabet på daværende tidspunkt endnu ikke havde opnået et overskud i det danske marked.

## Sponsorater
Den engelske fodbold-klub Chelsea F.C. har 3 som logo på deres fodbold-trøje